# 固缩

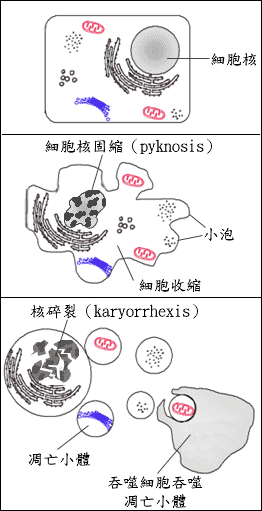
细胞凋亡

固缩（又叫细胞致密变化）是细胞经历坏死或凋亡后核内染色质不可逆的压缩。接着会发生核破裂。红血球或中性白血球成熟时也会观察到固缩。